# Emajõgi
Emajõgi (niem. Embach, łot. Mētra) – rzeka w Estonii o długości 101 km, wypływa z jeziora Võrtsjärv, płynie poprzez prowincję Tartu i wpada do jeziora Pejpus. Nazwa Emajõgi oznacza „rzeka-matka” w języku estońskim. Jest drugą co do przepływu rzeką w kraju i jedyną w pełni żeglowną.
Emajõgi jest czasami nazywana Suur Emajõgi (Wielka Emajõgi), w przeciwieństwie do Väike Emajõgi (Mała Emajõgi), innej rzeki uchodzącej do jeziora Võrtsjärv.
Nad Emajõgi przerzuconych jest 10 mostów. W kolejności od początku do ujścia są to:
- Most w Rannu-Jõesuu, gdzie Emajõgi wypływa z jeziora Võrtsjärv, na drodze łączącej Tartu z Viljandi
- Most Kärevere na drodze Tartu – Tallinn
- Most kolejowy Jänese na linii Tallinn – Tapa – Tartu
- Mosty w Tartu:
  - Kroonuaia
  - Vabadussild
  - Kaarsild (pieszy)
  - Võidu
  - Turusild (pieszy)
  - Sõpruse
- Most Luunja na drodze Tartu – Räpina

Oprócz mostów na rzece działa przeprawa z promem kablowym w Kavastu, około 10 km w dół rzeki od mostu Luunja.
Głównymi dopływami Emajõgi są:
- lewe: Pedja, Laeva, Amme
- prawe: Elva, Porijõgi, Ahja, Kavilda, Ilmatsalu, Mudajõgi, Luutsna, Mõra

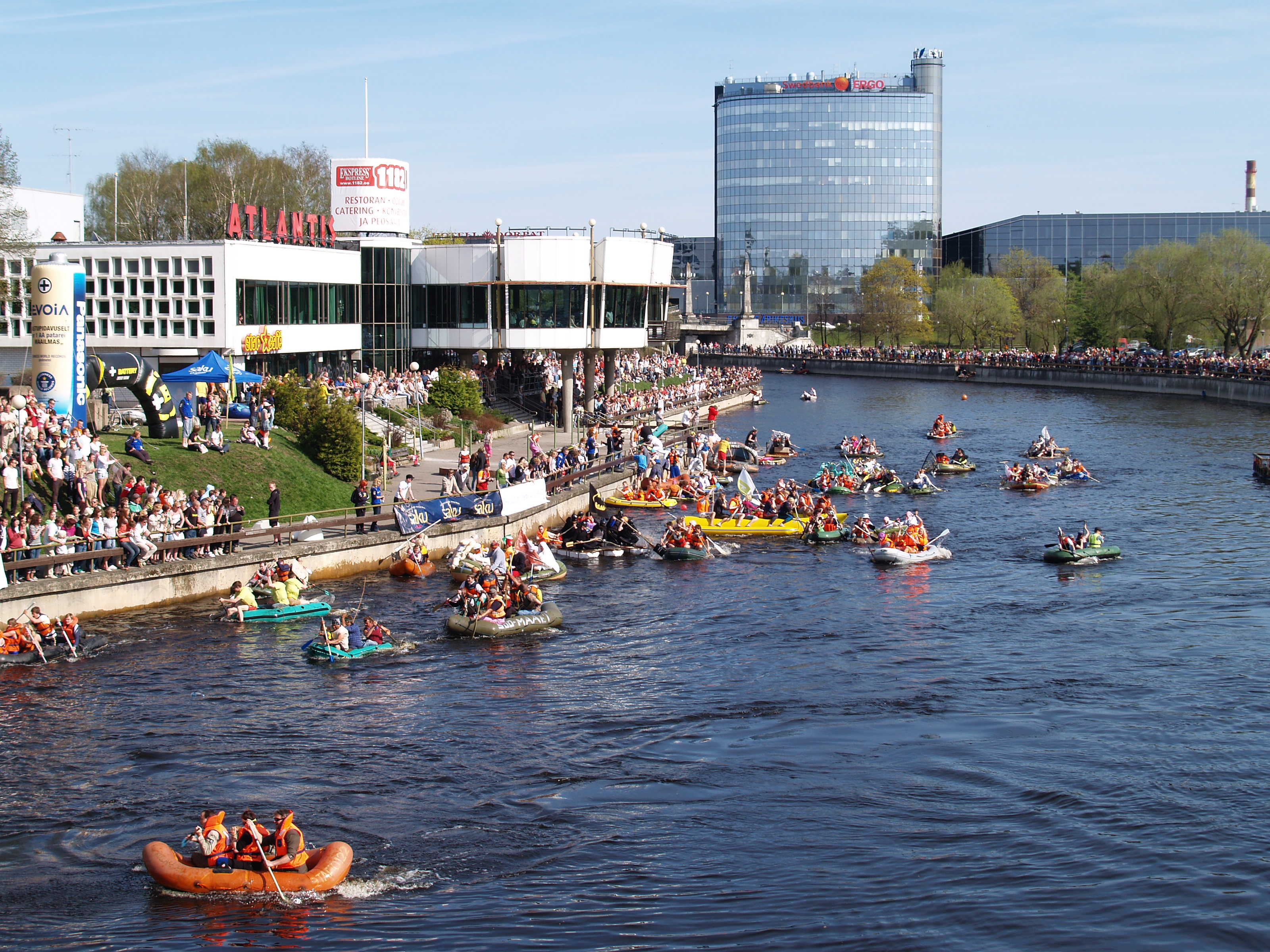
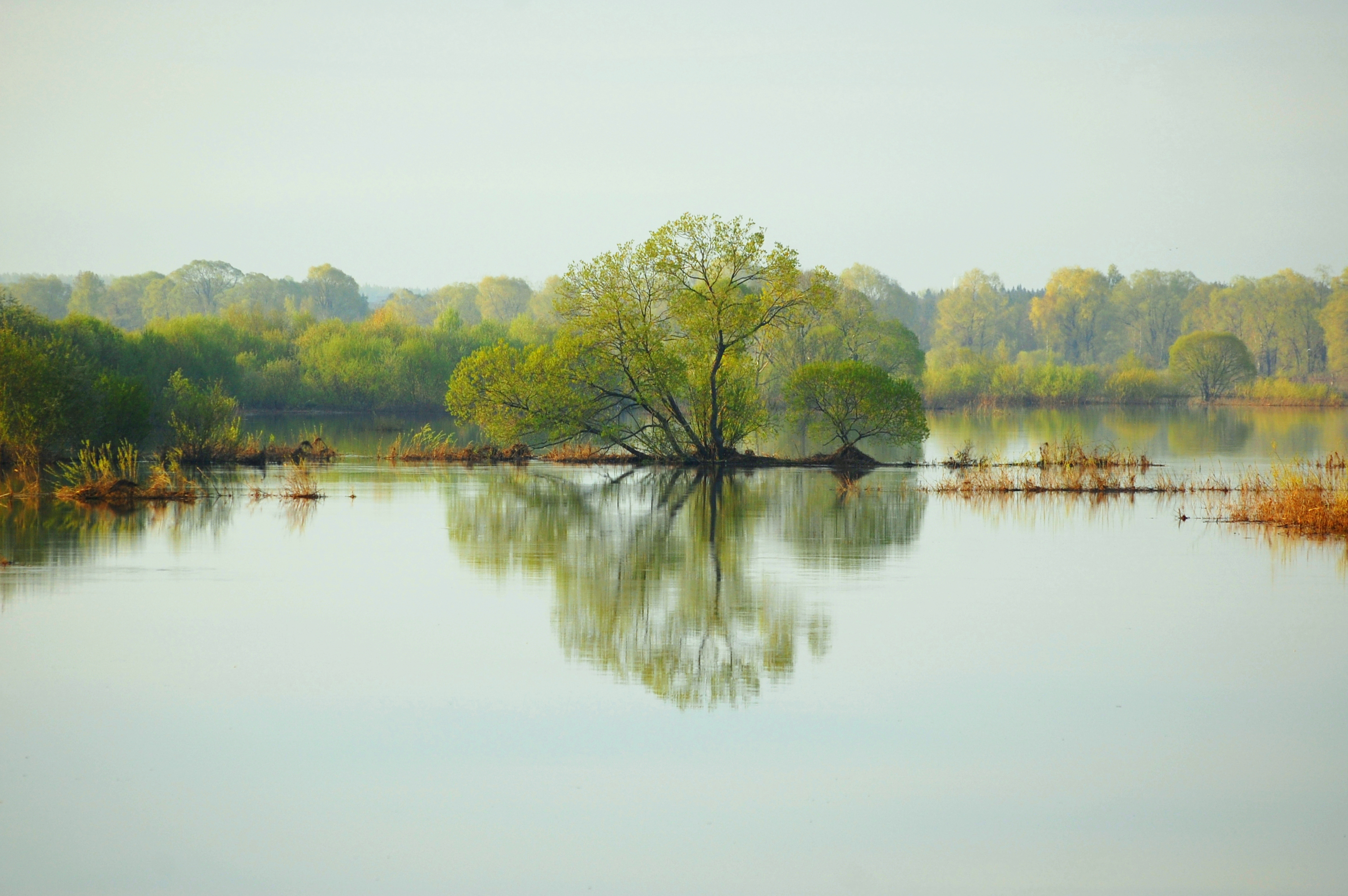
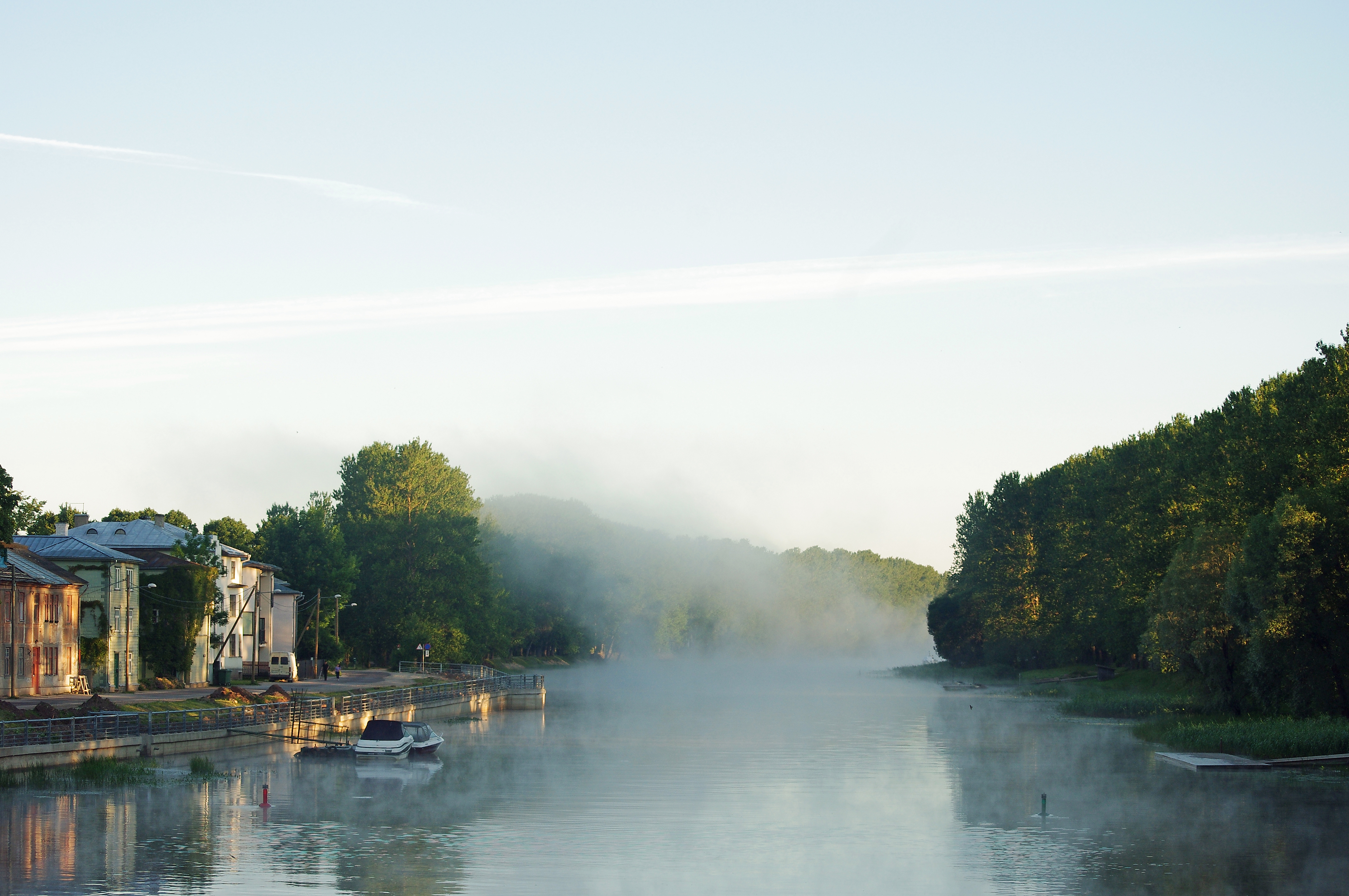
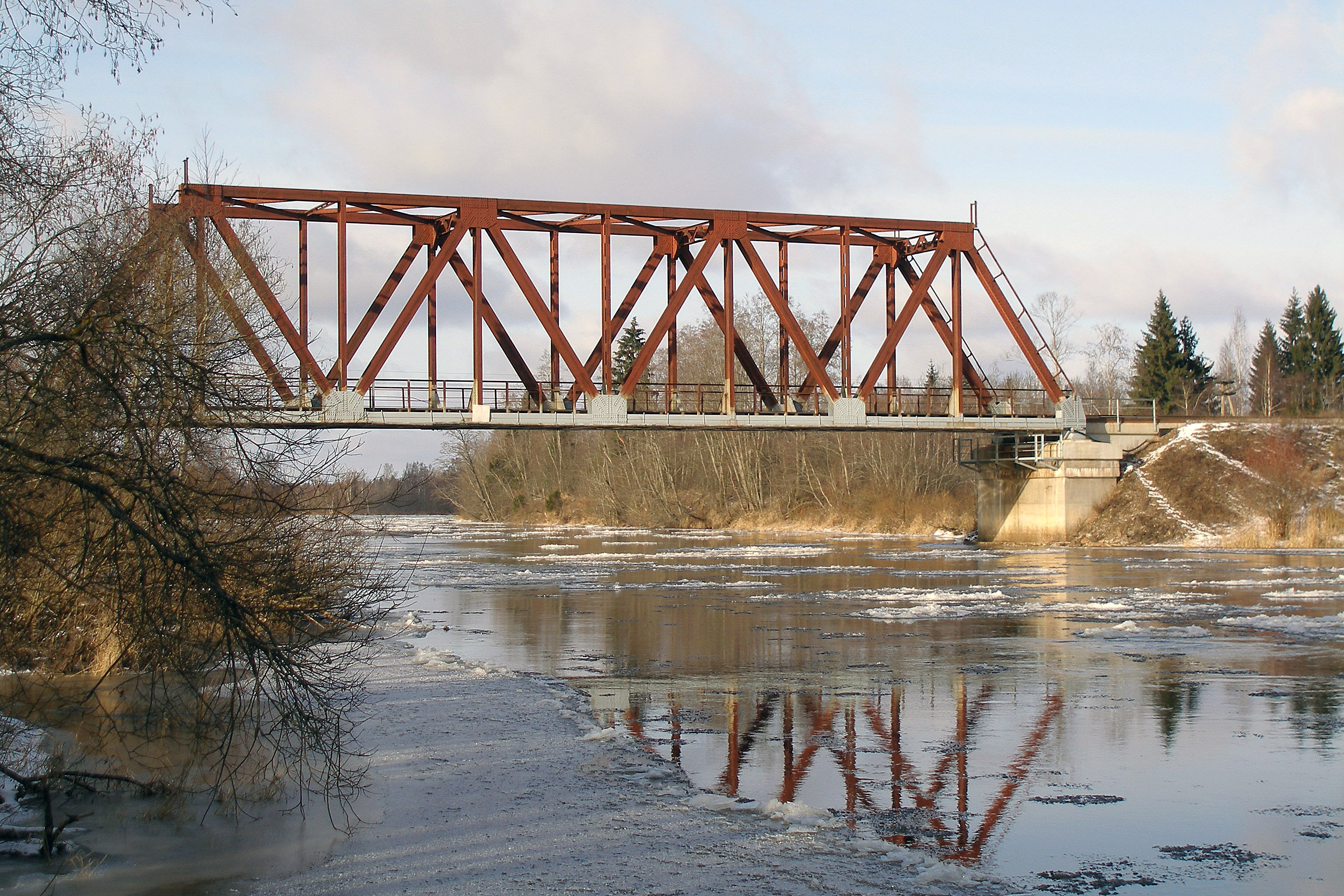
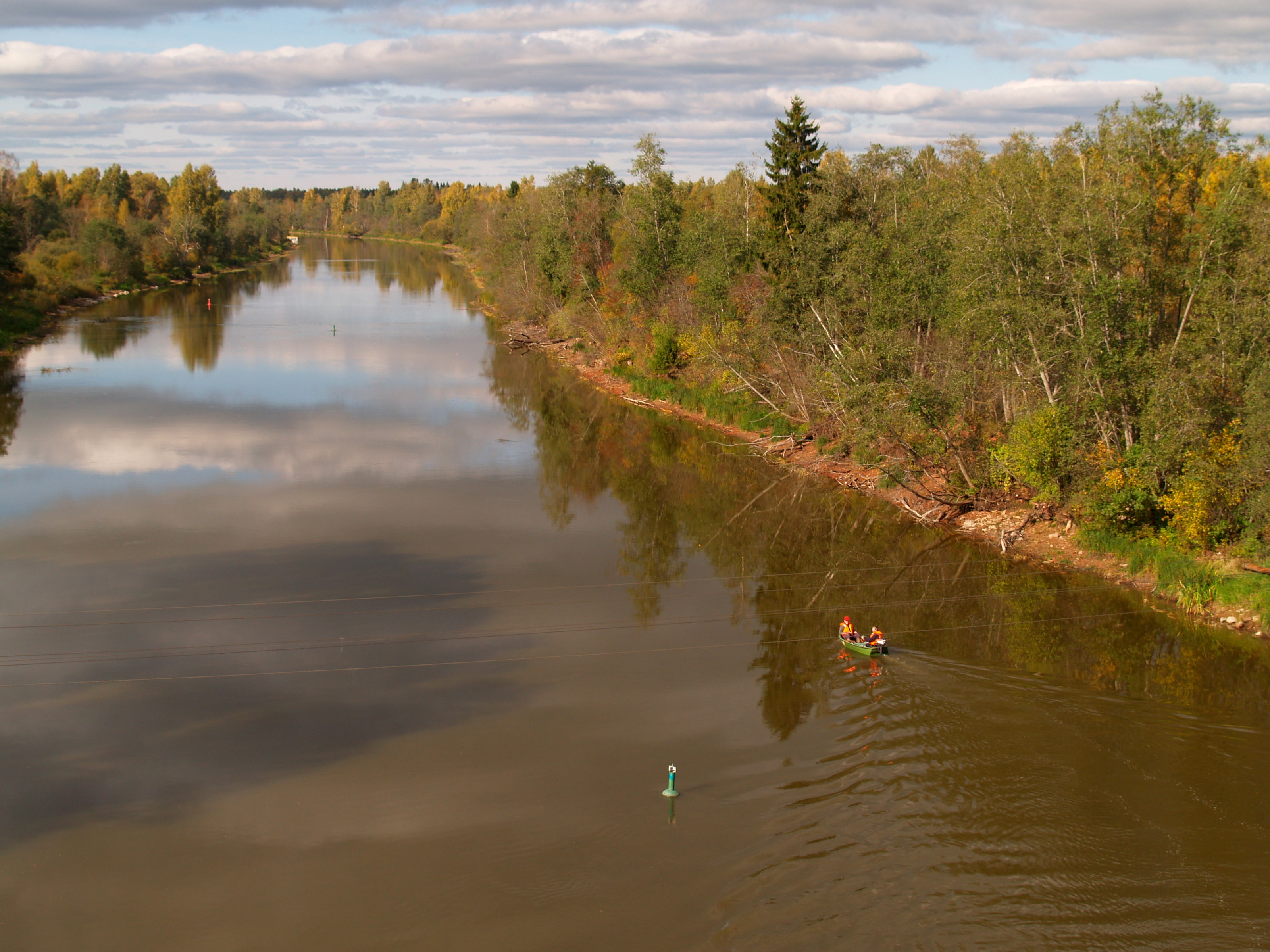